# RIN - Le figlie di Mnemosyne
RIN - Le figlie di Mnemosyne (Mnemosyne －ムネモシュネの娘たち－?, Mnemosyne: Munemoshune no musume-tachi, lett. "Mnemosyne: Figlie di Mnemosyne") è una serie televisiva anime prodotta da Xebec e Genco, caratterizzata da scene violente ed erotiche. La serie è stata prodotta per celebrare il decimo anniversario del network televisivo AT-X. La trama, ambientata nella Tokyo degli anni novanta, è ricca di omicidi e azione ed è centrata attorno all'investigatrice privata Rin Asōgi. Lo sceneggiatore dell'anime, Hiroshi Ōnogi, ha prodotto un adattamento in forma di light novel dal 30 gennaio 2008 al settembre dello stesso anno.

## Trama
Rin Asōgi, che ha un ufficio di detective a Shinjuku insieme alla sua assistente Mimi, incontra Kōki Maeno mentre era alla ricerca di un gatto randagio. Il ragazzo afferma di avere i propri ricordi distorti, come se non gli appartenessero veramente. Procedendo con le indagini Maeno viene ricollegato alla Aoyama Pharmaceutical, dove il ragazzo scopre di essere solamente un clone sviluppato in laboratorio. Anche se dapprima sembra aver scelto la strada del suicidio, si presenta il giorno seguente allo studio di Rin per chiedere di diventare il suo partner.

## Personaggi

### Principale
Rin Asōgi (麻生祇燐?, Asōgi Rin)
Doppiata da: Mamiko Noto
È la protagonista della serie. La sua età è sconosciuta, ma appare essere circa venticinquenne. Tipicamente veste di nero e porta un paio di occhiali. Il suo carattere estroso è solo una faccia della medaglia, infatti la ragazza ha una straordinaria conoscenza delle arti marziali, una rigenerazione soprannaturale, e un sinistro passato dietro di sé. Rin è in grado di vedere Yggdrasill, l'"albero gigante che governa il mondo", che può essere visto solo dalle donne a cui viene garantita l'immortalità dalle "Time Spore". Il suo corpo immortale viene naturalmente attratto dal punto di vista sessuale dagli Angeli, che sono il risultato dato dalle "Time Spore" quando entrano in un corpo maschile. Gli Angeli sono gli unici che possono purificare il corpo delle donne contaminate dalle spore, mangiandole vive, per questo Rin li considera i loro nemici naturali. Apre lo studio Asōgi Consulting nella zona ovest di Shinjuku
Mimi (ミミ?)
Doppiata da: Rie Kugimiya
Mimi è l'assistente di Rin, e durante gli episodi si intuisce che fra le due c'è una relazione molto intima. Anche Mimi è immortale, ha un carattere solare e una passione per i drink alcolici, anche se appare essere solo una teenager. La sua mansione principale è la contabilità dello studio e altri vari lavoretti. Mimi è una esperta hacker. Nel loro primo incontro Rin le salva la vita, Mimi stava infatti venendo divorata da un angelo.

### Famiglia Maeno
Kōki Maeno (前埜光輝?, Maeno Kōki)
Doppiato da: Nobuyuki Hiyama
È un giovane uomo con la memoria alterata che viene salvato da Rin. Di fatto il ragazzo è un clone creato dalla Aoyama Pharmaceutical. L'originale Kōki Maeno è morto durante degli esperimenti che riguardavano la sua dissezione. La sua memoria risulta priva di realismo in quanto gli è stata artificialmente impiantata nel cervello a partire dall'essere umano originale. Dopo aver scoperto la verità decide di vivere e lavorare alla Asōgi Consulting. Nel corso della serie metterà su famiglia con Yuki Shimazaki, la sorella di un ragazzo diventato angelo a causa di Apos, avrà un figlio di nome Teruki Maeno. Koki morirà per mano di Apos dopo aver ingerito il "frutto del tempo" precedentemente appartenuto al fratello di Yuki nel disperato tentativo di salvare Rin fatta prigioniera da Sayara.
Teruki Maeno (前埜 輝紀?, Maeno Teruki)
Doppiato da: Emiri Katō (da bambino) e Daisuke Hirakawa (da adulto)
È il figlio di Koki Maeno e di Yuki Shimazaki. Durante l'adolescenza si mette nei guai infuatandosi di una ragazza conosciuta nella rete 2.0 a cui chiede di vedersi nel mondo reale. I due si incontreranno, tuttavia la ragazza verrà uccisa davanti ai suoi occhi da strani individui che lo braccheranno con il solo scopo di farlo fuori. Il ragazzo ha la fortuna di incontrare Tamotsu che lo porterà da Rin per risolvere la situazione. Lei riuscirà a salvargli la vita, tuttavia in seguito a questo evento dopo essersi rigenerata perderà la memoria per lungo tempo. I due si rincontreranno anni dopo, nel 2055. Teruki avrà una figlia di nome Mishio Maeno che avrà un importante ruolo nella parte finale della serie.

### Antagonisti
Apos (エイポス?, Eiposu)
Doppiato da: Akira Ishida
È il principale antagonista della serie nonché un essere dalla provenienza sconosciuta, sembra essere un dio o un semi-dio, è interessato alle Immortali e agli Angeli. Sembra non avere il concetto della morale umana, con un sadico senso del divertimento e della bellezza. Ha uno speciale e misterioso interesse per Rin, al punto di voler ingaggiare killer mortali per ucciderla. È androgino e presenta sia caratteristiche maschili che femminili.
Laura (ローラ?, Rōra)
Doppiata da: Sayaka Ōhara
È un'assassina, esperta nell'uso delle armi da fuoco e di altre varie armi; è stata ingaggiata per assassinare Rin da un cliente sconosciuto, anche se ci sono indizi sul fatto che potrebbe essere lo stesso Apos ad averla ingaggiata. Appare essere più giovane di Rin. Possiede in corpo di un cyborg e in quanto tale non può morire.
Sayara Yamanobe (山之辺沙耶羅?, Yamanobe Sayara)
Doppiata da: Rie Tanaka
È il capo del laboratorio di ricerca della Aoyama Pharmaceutical di Sayama. Facendo delle ricerche sui batteri, la donna scopre quella che può essere la chiave della clonazione, quindi reindirizza i suoi sforzi su esperimenti di clonazione umana illegale per poter diventare immortale. Ha una personalità sadica, infatti tortura e uccide i propri prigionieri divertendosi a praticare loro piercing in ogni parte del corpo e a vivisezionarli. Sembra venga uccisa da un gruppo di cavie umane ormai ridotte a zombie nel suo laboratorio poco dopo essersi scontrata con Rin, in realtà si verrà a scoprire che prima di essere uccisa verrà salvata da Apos e resa immortale. Continuerà a lavorare in un laboratorio scientifico sull'Isola della morte tentando di contagiare l'intero mondo con un morbo detto "la malattia del giglio" in modo da far sopravvivere solo la razza degli immortali fino a quando non verrà in parte mangiata da Koki Maeno ormai diventato un angelo per salvare Rin. Ad ucciderla tuttavia sarà Apos stesso estraendole il frutto del tempo dal corpo.

### Altri
Tamotsu Yanagihara (柳原保?, Yanagihara Tamotsu)
Doppiato da: Yasunori Matsumoto
È un investigatore della polizia e un conoscente stretto di Rin. Si diverte a stare in compagnia di Rin e le fornisce spesso informazioni utili. Viene ucciso da un cecchino Di Ruon mentre è al telefono con Rin.
Informatori
Doppiate da: Rumi Kasahara, Emi Nakashima e Kiyoko Nagaki
Sono un gruppo di tre donne che elargiscono informazioni a Rin e a Mimi in cambio di favori sessuali, questi infatti sono l'unica moneta da loro accettata, hanno la peculiarità di bere solo grasshopper.

## Media

### Light novel
Un adattamento light novel intitolato Mnemosyne no Musumetachi 2008 (ムネモシュネの娘たち2008?) è stato serializzato dal gennaio al settembre 2008 sulla rivista Charano edita da Hobby Japan. La light novel è stata scritta dallo sceneggiatore dell'anime, Hiroshi Ōnogi, e illustrata da Chūō Higashiguchi. Un singolo volume contenente tutti e cinque i capitoli è stato pubblicato il 1º aprile 2009.

### Manga
Un adattamento manga illustrato da Miss Black è stato serializzato dal 27 maggio al 26 luglio 2008 sulla rivista Comic Valkyrie edita da Kill Time Communication.

### Anime

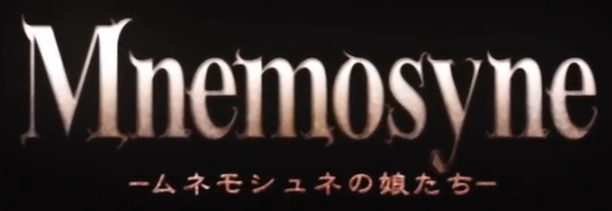
Logo della serie anime

Mnemosyne una serie televisiva anime composta da sei episodi da 45 minuti l'uno diretti da Shigeru Ueda e sceneggiati da Hiroshi Ōnogi. La serie è stata animata dallo studio Xebec, ma la pianificazione e la produzione sono state condivise con Genco, che ha avuto anche una parte della creazione dell'idea originale. Il character design originale è di Chūō Higashiguchi, ed è stato utilizzato come modello dal character designer per la versione anime, Mitsuru Ishihara. La colonna sonora è stata diretta da Takayuki Negishi. La sigla d'apertura è Alsatia mentre quella di chiusura è Cause Disarray, entrambi i brani sono stati scritti da Yama-B, la musica è stata composta da Syu e sono stati cantati dai Galneryus. L'anime è stato trasmesso in Giappone dal 3 febbraio al 6 luglio 2008 su AT-X.
In Italia i diritti sono stati acquistati da Yamato Video che ha pubblicato la serie in versione sottotitolata sul proprio canale DailyMotion il 1º settembre 2015.

#### Episodi
| Nº | Titolo italiano Giapponese 「Kanji」 - Rōmaji                                                 | In onda         | In onda |
| Nº | Titolo italiano Giapponese 「Kanji」 - Rōmaji                                                 | Giapponese      |         |
| 1  | I gatti non ridono 「猫は笑わない」 - Neko wa warawanai                                       | 3 febbraio 2008 |         |
| 2  | Gli angeli non piangono 「天使は啼かない」 - Tenshi wa nakanai                                | 2 marzo 2008    |         |
| 3  | I fiori non versano lacrime 「花は涙を流さない」 - Hana wa namida o nagasanai                 | 6 aprile 2008   |         |
| 4  | I fantasmi non gridano 「幽霊は叫ばない」 - Yūrei wa sakebanai                                | 4 maggio 2008   |         |
| 5  | Le notti sante non brillano intensamente 「聖夜は輝かない」 - Seiya wa kagayakanai            | 1º giugno 2008  |         |
| 6  | E poi, alle porte del regno... 「そして王国の扉へと......」 - Soshite ōkoku no tobira e to... | 6 luglio 2008   |         |

## Accoglienza
Zac Bertschy di Anime News Network ha considerato RIN - Le figlie di Mnemosyne come un "anime totalmente spigoloso per adulti" e ha reputato la trama "come erotica ed oscura, a metà decente" che presenta alcune idee uniche per la trama. Il recensore riconosce che "è difficile preoccuparsi sinceramente di uno qualsiasi di questi personaggi", ma i suoi aspetti confusi e tuttavia avvincenti catturano l'attenzione del pubblico. Ha criticato la quantità di violenza e sesso che ha provocato fiacchezza e spiacevolezza che hanno portato a rendere "l'intero appeal spazzatura". In conclusione, questa è una serie che non dovrebbe essere presa sul serio e raccomandata a coloro che sono alla ricerca di qualcosa di "divertente, strano, piacevolmente immorale senza un pizzico di ironia o carineria". Altri differiscono dall'interpretazione di Bertschy. Tom Tonthat sostiene che Mnemosyne presenta un'animazione memorabile e racconta una bella storia, con casi banali che si trasformano in trame sinistre che mettono in pericolo l'umanità stessa, ma è anche una serie chiaramente adulta a causa del livello di nudità e sesso in essa presente. Aggiunge che mentre la serie anime è un "thriller erotico", ha alti valori di produzione con alcuni combattimenti meravigliosamente animati e ben coreografati tra i personaggi. Questo è abbinato a una storia avvincente e ogni episodio rappresenta un anno della sequenza temporale tra il 1990 e il 2055, inclusi diversi sviluppi tecnologici che cambiano i personaggi o la trama. Conclude la recensione affermando che questo anime fa un buon lavoro nel raccontare una storia, un "anime di piacere colpevole" per il quale dovresti pensare molto al "frullato di sangue o sesso angelico", concludendo che è una forma di "film soprannaturale noir" merita un'occhiata, sebbene sia ostacolato dall'"uso massiccio di sesso e violenza scioccanti".
Il 12 giugno 2015, il ministero della cultura cinese ha elencato RIN - Le figlie di Mnemosyne tra i 38 titoli di anime e manga vietati in Cina.